# مقاطعة كوتل (تكساس)

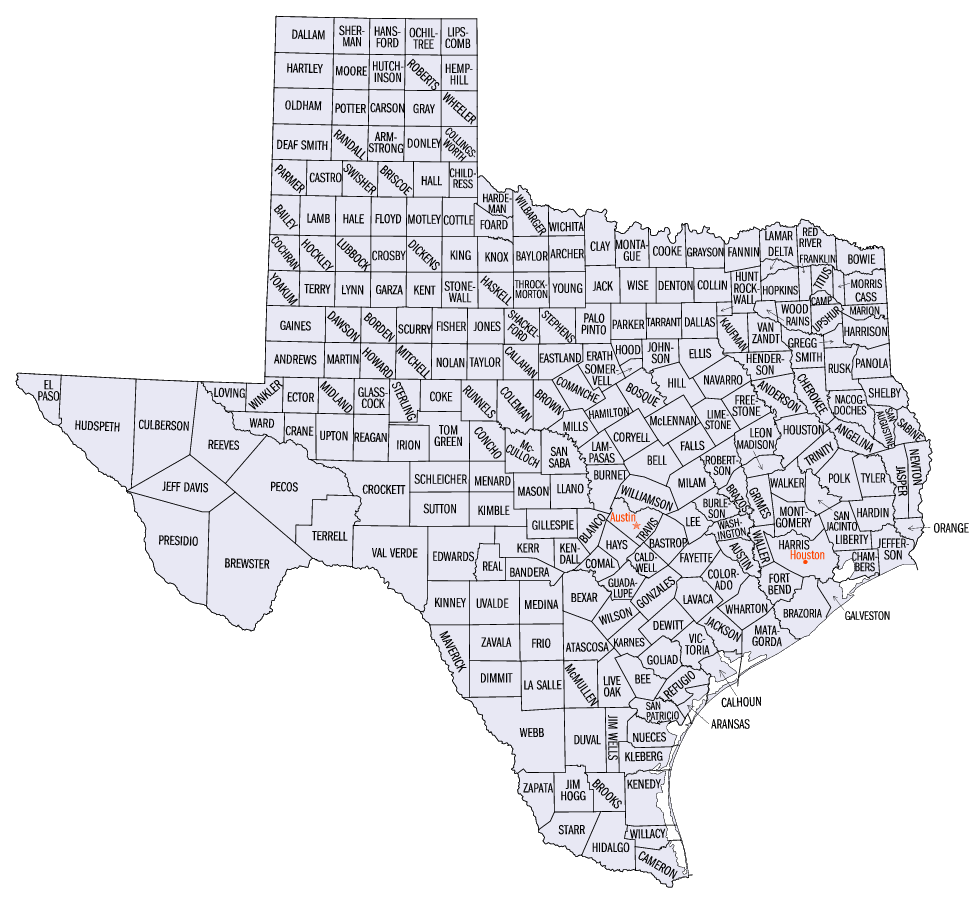
خارطة مقاطعات تكساس

مقاطعة كوتل (بالإنجليزية: Cottle  County)‏ هي إحدى المقاطعات في ولاية تكساس، الولايات المتحدة الأمريكية.

## أعلام
- كلارنس هيلي لونغ